# Harumi Hanayagi
Harumi Hanayagi (花柳 はるみ Hanayagi Harumi?, 24 de febrero de 1896 – 11 de octubre de 1962) fue una actriz japonesa que fue pionera en cine y en teatro.

## Carrera
En 1915, Hanayagi firmó un contrato con Geijutsuza, una compañía de teatro dirigida por Hōgetsu Shimamura y Sumako Matsui, y de ahí hizo su debut en el teatro. Hanayagi se trasladó para trabajar en la compañía Tōjisha en 1917 y apareció en una serie de películas dirigidas por Norimasa Kaeriyama para la empresa Tenkatsu, hizo su primera aparición en The Glow of Life (estrenada en 1919). Durante esa época, los papeles femeninos eran interpretados por hombres (onnagata), Hanayagi fue considerada como la "primera actriz en hacer una aparición facturada" en el cine japonés, Hanayagi se retiró de su carrera en la actuación, pero siguió con su carrera en el teatro, hizo su última aparición en el Tsukiji Little Theater, el teatro proletario Tomoyoshi Murayama. Después de casarse, Harumi se retiró en 1928.

## Filmografía
- The Glow of Life (1919)
- The Maid of the Deep Mountains (1919)